# Сасан
Сасан, Шаша (перс. ساسان, пехл. Şəşən) — жрець в храмі Анахіти в Істахрі, засновник і перший шаниншах Ірану з династі Сасанідів.
Був одружений з Рамбехішт, дочкою правителя Фарсу, Гочіхрі, з роду Базрангідів. Використовував своє становище для просування по службі свого сина Папака. За іншою версією, Папак виступає не сином Сасана, Сасан був одружений з дочкою Папака, від шлюбу яких народився Ардашир. Ардашир, внаслідок успадкування влади від роду Барзангі та боротьби з парфянами, отримав всю повноту влади спочатку в Парсі, а потім у всьому Ірані. Став засновником нової правлячої династії, названої на честь Сасана — Сасанідською.